# ナーンナコーン空港
ナーンナコーン空港 （ナーンナコーンくうこう、タイ語: ท่าอากาศยานน่านนคร）は、タイ王国ナーン県ムアンナーン郡パーシン町にある空港。以前はナーン空港として知られていた。2014年に新しいターミナルが完成した。バンコクのドンムアン空港とチェンマイのチェンマイ国際空港への定期便が開設されている。ボーディング・ブリッジがないため乗客はターミナルビルから航空機まで徒歩で移動する必要がある。

## 就航航空会社と就航都市
- ( )内の記号は、航空会社の2レターコード（国際線）又は3レターコード（国内線）の意味

### 国内線
| 航空会社               | 就航地                     |
| ---------------------- | -------------------------- |
| タイ・エアアジア (AIQ) | ドンムアン空港（バンコク） |
| ノックエア (NOK)       | ドンムアン空港（バンコク） |